# William Mutwol
Boniface William Mutwol (Kapsowar, 10 ottobre 1967) è un ex siepista, mezzofondista e maratoneta keniota, vincitore di una medaglia di bronzo ai Giochi olimpici di Barcellona 1992.

## Palmarès
| Anno | Manifestazione      | Sede          | Evento         | Risultato | Prestazione | Note |
| ---- | ------------------- | ------------- | -------------- | --------- | ----------- | ---- |
| 1990 | Mondiali di cross   | Aix-les-Bains | Corsa seniores | 5º        | 34'26"      |      |
| 1990 | Mondiali di cross   | Aix-les-Bains | A squadre      | Oro       | 42 p.       |      |
| 1990 | Campionati africani | Il Cairo      | 3000 m siepi   | Argento   | 8'34"03     |      |
| 1991 | Giochi panafricani  | Il Cairo      | 3000 m siepi   | Argento   | 8'28"29     |      |
| 1992 | Mondiali di cross   | Boston        | Corsa seniores | Argento   | 37'17"      |      |
| 1992 | Mondiali di cross   | Boston        | A squadre      | Oro       | 46 p.       |      |
| 1992 | Giochi olimpici     | Barcellona    | 3000 m siepi   | Bronzo    | 8'10"74     |      |

## Altre competizioni internazionali
1990
- Oro al Cross Internacional de la Constitución ( Alcobendas) - 28'52"
- Argento al Cross delle Pradelle ( Lozzo di Cadore) - 29'33"
- Oro al Cross Zamudio ( Bilbao) - 31'57"
- Oro al Cross du Provencal ( Marsiglia) - 32'20"

1991
- Bronzo alla Cinque Mulini ( San Vittore Olona) - 32'18"
- 16º al Cross Internacional Zornotza ( Amorebieta) - 35'57"
- 6º all'Amendoeiras em Flor ( Albufeira) - 30'29"
- Oro al Cross Zamudio ( Bilbao) - 31'11"

1992
- Bronzo alla Zevenheuvelenloop ( Nimega), 15 km - 44'03"
- Oro alla Carlsbad 5000 ( Carlsbad) - 13'12"
- 10º al Nairobi International Crosscountry ( Nairobi) - 29'52"

1993
- 6º alla Corrida Internacional de São Silvestre ( San Paolo), 15 km - 44'15"
- 8º al Cross Internacional de la Constitucion ( Alcobendas) - 28'59"
- Argento al Cross Internacional Ciudad de Granollers ( Granollers) - 26'49"

1994
- 8º alla Corrida Internacional de São Silvestre ( San Paolo), 15 km - 45'01"
- 6º al Giro podistico internazionale di Castelbuono ( Castelbuono) - 33'34"
- 4º alla Carlsbad 5000 ( Carlsbad) - 13'31"

1995
- 6º alla Corrida Internacional de São Silvestre ( San Paolo), 15 km - 44'02"
- Bronzo alla Zevenheuvelenloop ( Nimega), 15 km - 44'07"

1997
- 8º alla Maratona di Francoforte ( Francoforte sul Meno) - 2h15'20"
- 9º alla Providence Harvard Pilgrim ( Providence), 5 km - 13'37"

1998
- 9º alla Maratona di Vienna ( Vienna) - 2h16'07"
- 10º alla Maratona di Francoforte ( Francoforte sul Meno) - 2h16'46"